# 江展民
江展民（Kong Maddox），香港多哥混血兒，香港足球運動員。

## 球員生涯
2021年8月3日，江展民加盟香港超級聯賽球隊冠忠南區。
2022年7月17日，江展民約滿離隊。
2022年10月3日，江展民加盟香港超級聯賽球隊傑志。
2023年6月1日，江展民約滿離隊。

## 國際賽生涯
2023年3月19日，江展民選入U22代表隊決選名單，並出戰魚尾獅盃。